# Tornehamn
Tornehamn is een plaatsaanduiding binnen de Zweedse gemeente Kiruna. Het is een plaats waar de Ertsspoorlijn komende uit Narvik het Torneträsk bereikt. Het heeft geen eigen halteplaats meer, maar is een historische plaats met begraafplaats. De Europese weg 10 wijkt hier even van de spoorbaan; de oevers van de kleine fjord aan het Torneträsk waren te smal om zowel spoorlijn als snelweg te herbergen.